# مدرسة طارق بن زياد (اليمن)
مدرسة طارق بن زياد هي مدرسة عسكرية يمنية تتبع القوات البرية ، أعتمد اسمها الحالي في 27 يونيو 2013 بقرار من وزير الدفاع  حيث كانت تسمى قبل خطوات هيكلة الجيش اليمني ب«مدرسة الحرس الجمهوري» .

## المدراء
| م | المدير                            | بداية         | نهاية |
| - | --------------------------------- | ------------- | ----- |
| 1 | العميد عبد الرحمن مهيوب محمد احمد | 27 يونيو 2013 | حالياً |